# Socha Vítěze
Socha Vítěze je samostatně stojící socha chlapce s ratolestí od Jana Štursy (1880–1925) z let 1918–1921. Umístěna je před Gymnáziem J.K.Tyla v Hradci Králové.
Druhá socha Vítěze stojí před Letohrádkem královny Anny v Praze.

## Námět a dílo
Jan Štursa, významný český sochař, je známý svou vítěznou plastikou nazvanou Vítěz (též Vítězství), která vychází z antické sochy Níké Samothrácké. Níké, což v řečtině znamená vítězství, je vyobrazena rozběhnutá s křídly nad schodištěm v Louvru. Štursova socha Vítěz představuje mladíka s ratolestí, který symbolizuje vítězství a triumf. Mladík je také chápán jako génius, bůžek a ochránce místa. Jan Štursa často spolupracoval s architekty, jako jsou Jan Kotěra a Josef Gočár.
Chlapec s ratolestí se poprvé objevil v Štursově práci roku 1918 jako Génius na pomníku Svatopluka Čecha. Naposledy byl vítězný mladík zobrazen v návrhu památníku legionářů do Říma, který však zůstal pouze ve skicách.
V roce 1925 byl nad československým pavilonem v Paříži vztyčen Vítěz s lipovou ratolestí, právě v okamžiku, kdy dorazila zpráva o úmrtí jeho autora v Praze. Tato socha se stala středobodem architektonické kompozice na této mezinárodní výstavě, za kterou byl Josef Gočár oceněn Zlatou medailí, Velkou cenou a řádem Čestné legie. V rámci této úspěšné výstavy byl na Gočárovu radu také zakoupen hradeckými představiteli kamenný znak s lvem od Otto Gutfreunda.
Štursa sám měl k Vítězi s lipovou ratolestí hlubokou náklonnost a tato plastika se stala jeho triumfální tvůrčí myšlenkou. Stala se apoteózou mládí a odvahy nově vzniklé republiky a symbolem sebevědomí, s nímž se Československo prezentovalo v Paříži.
Umístění sochy bylo dílem architekta Josefa Gočára, který postavil vysoký podstavec pro umístění sochy Vítěz po Štursově smrti. Bez Gočárovy účasti by Vítěz nebylo tak velkolepým vítězstvím. Socha Vítěz byla také umístěna před Letohrádkem královny Anny v Praze po výstavě Jana Štursy a jeho žáků v roce 1977.

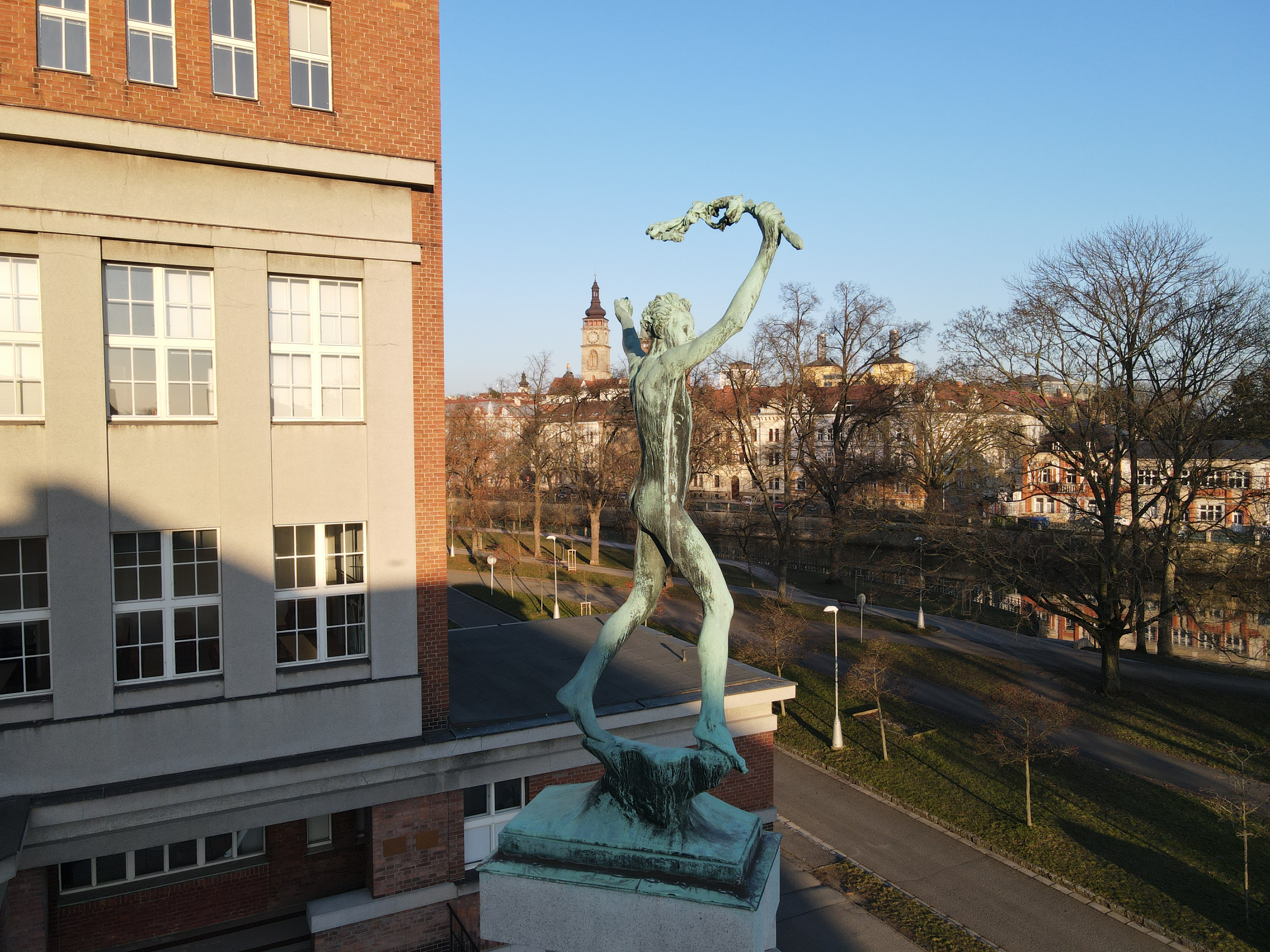
Boční pohled na sochu Vítěze (1921)

Hradec Králové měl být domovem další Štursovy sochy, pomníku T.G. Masaryka. Po předčasném úmrtí sochaře ji vytvořil Otto Gutfreund.